# Sanssat
Sanssat é uma comuna francesa na região administrativa de Auvérnia-Ródano-Alpes, no departamento Allier. Estende-se por uma área de 8,44 km². Em 2010 a comuna tinha 272 habitantes (densidade: 32,2 hab./km²).